# هیکوری هیل (تامسون، جورجیا)
هیکوری هیل (به انگلیسی: Hickory Hill)، که گاهی اوقات به عنوان خانه توماس E. واتسون (به انگلیسی:Thomas E. Watson House) نیز شناخته می‌شود، خانه موزه تاریخی در جاده ۵۰۲ هیکوری هیل (به انگلیسی: 502 Hickory Hill Drive)در تامسون، جورجیا است. خانه ای از بنیانگذار حزب پوپولیستی جورجیا، توماس ای. واتسون (۱۸۵۶–۱۹۲۲) که یک اثر ملی تاریخی است.

## توضیحات و تاریخچه
هیکوری هیل در زمینی به مساحت ۷۰ جریب (۲۸ هکتار) و پوشیده شده از درخت واقع شده‌است، که از طرف شمال با ماگنولیا درایو (به انگلیسی: Magnolia Drive)، از شرق با خیابان لی شمالی (به انگلیسی: North Lee Street)، از جنوب با جاده هیکوری هیل (به انگلیسی: Hickory Hill Drive)و از غرب با مسیر شهر تامسون (به انگلیسی: the Thomson city line)محدود شده‌است. قطعهٔ اصلی ملک، یک خانه دو طبقه چوبی زیبا است که دارای سقف شیروانی و نمای جانبی چوبی با شیارهای افقی است. در نمای روبرو ایوان‌های بزرگ تراشیده شده وتزئین شده با سبک نئوکلاسیک احیا شده (به انگلیسی: Neoclassical Revival) در جلوی آن، بر روی چهار ستون یکنواخت در دو طبقه اتکا داده شده‌اند.
هسته اصلی این بنا یک سازه ایتالیایی است که در حدود سال ۱۸۶۴ توسط کاپیتان جان ویلسون ساخته شده‌است. در سال ۱۹۰۰ توسط توماسِ ای. واتسون، بومی تامسون، که در آن زمان نیروی مهمی در سیاست جورجیا بود، خریداری شد. تغییر و نوسازی خانه واتسون چندین سال به طول انجامید و او آن را به یک شاهکارسبک نئوکلاسیک احیا شده تبدیل کرد و آن را نمایانگر تمام جدیدترین امکانات مدرن از جمله آب جاری، گرمایش مرکزی و روشنایی الکتریکی کرد و مقام اول شهر را درآن ویژگی‌ها به دست آورد. این خانه تا زمان مرگش در سال ۱۹۲۲، خانه او باقی ماند. در سال ۱۹۵۴ به نوه وی والتر براون منتقل شد و هم‌اکنون متعلق به بنیاد غیرانتفاعی واتسون-براون است.
هیکوری هیل یکی از سه خانه در ارتباط با توماس ای. واتسون در تامسون است که هر سه هم‌اکنون متعلق به همان بنیاد هستند و به عنوان موزه مورد استفاده قرار گرفته‌اند. محل تولد وی، یک کلبه چوبی سیاه، از مزارعی که در آن متولد شده بود به مکان فعلی خود در جاده تام واتسون و بیتانی درایو منتقل شد و ترمیم شد. خانه قبلی وی، قبل از هیکوری هیل، در مجاورت کابین، در جاده ۳۱۲ تام واتسون است.